# Bahnhof Berlin Alexanderplatz
Bahnhof Berlin Alexanderplatz er en jernbane-, S-Bahn- og U-Bahn-station på Alexanderplatz i det centrale Berlin, Tyskland. 
Bahnhof Alexanderplatz er en af byens vigtigste knudepunkter for den offentlige trafik i byen og betjenes af fire regionaltogslinjer, fire S-Bahn-linjer og tre U-Bahn-linjer, hvilket gør den til en af byens største undergrundsstationer. Foran stationen er desuden stoppested for fire sporvognslinjer. Stationen er opkaldt efter pladsen, der er placeret på, tæt ved Berliner Fernsehturm og Weltzeituhr.
Bahnhof Alexanderplatz blev opført i 1881-1882 under anlæggelsen af Berliner Stadtbahn. Efter Første Verdenskrig, i 1925-1926, blev stationen ombygget som følge af krigens hærgen. S-Bahn kom til stationen i 1928. Også 2. verdenskrig satte sig sine spor på stationen; den blev svært beskadiget af bombefly i 1943 og efterfølgende repareret 1945-1951. En ombygning blev iværksat i 1962 for at få stationen til at passe ind i det østberlinske bybillede. Den seneste renovering blev afsluttet i 1998.
Den første U-Bahn-perron blev åbnet i juli 1913. Først blev stationen betjent af U2, men allerede i 1930 kom U8 og U5 til. Under Berlins deling var perronen for U8 adskilt fra resten af stationen, idet togene fra Vestberlin kørte igennem stationen uden at stoppe.

## Forbindelser
| Linje | Strækning                             |  |  |  |
| U2    | Pankow – Ruhleben                     |  |  |  |
| U5    | Alexanderplatz – Hönow                |  |  |  |
| U8    | Wittenau – Hermannstraße              |  |  |  |
| S5    | Strausberg Nord – Westkreuz           |  |  |  |
| S7    | Ahrensfelde – Wannsee                 |  |  |  |
| S75   | Wartenberg – Spandau                  |  |  |  |
| S9    | Flughafen Berlin-Schönefeld – Spandau |  |  |  |

Berlin Alexanderplatz
| Foregående station            |  | S-Bahn Berlin |  | Efterfølgende station              |
| ----------------------------- |  | ------------- |  | ---------------------------------- |
| Hackescher Marktmod Spandau   |  |               |  | Jannowitzbrückemod Strausberg Nord |
| Hackescher Marktmod Potsdam   |  |               |  | Jannowitzbrückemod Ahrensfelde     |
| Hackescher Marktmod Westkreuz |  |               |  | Jannowitzbrückemod Wartenberg      |

52°31′17″N 13°24′43″Ø / 52.5214°N 13.4119°Ø